# Al Paradise
Al Paradise è stato un programma televisivo trasmesso da Rai 1 (nel 1983 all'epoca "Rete 1") per tre stagioni dal 12 febbraio 1983 al 29 giugno 1985 come varietà in prima serata del sabato.
Il programma vinse il premio internazionale Rosa d'oro di Montreux per lo spettacolo.

## Il programma
Autori e ideatori del programma erano i registi Antonello Falqui e Michele Guardì.
Realizzato al Teatro delle Vittorie di Roma per le prime due edizioni e agli studi Dear per la terza, il varietà dall'ambientazione circense fu messo in onda su Rai 1 (all'epoca Rete 1) da sabato 12 febbraio 1983, condotto da Oreste Lionello (vestito con una bombetta rossa, una giacca e un papillon dello stesso colore, una camicia bianca e un paio di pantaloni neri nelle prime due edizioni e un cilindro azzurro e giacca e papillon dello stesso colore nell'ultima edizione) con Milva (che cantava Cantare e vai, la sigla di coda della prima edizione del 1983), Heather Parisi (che cantava Radiostelle, la sigla di testa della prima edizione) e Lara Orfei, ai quali si aggiungeva il gruppo comico La Zavorra, sei giovani umoristi cresciuti nel laboratorio di Gigi Proietti. Gli ospiti internazionali in parte si esibivano, e in parte interagivano coi conduttori dalle poltrone della platea (tra i tanti Falcão, Toquinho, Giulio Andreotti, Gianni Agnelli, Dario Argento, Christian De Sica, Sandra Milo, Delia Scala). L'ultima parte della puntata era dedicata a una fantasia di varietà ispirata a una grande città o a un periodo storico. Nell'ordine: Parigi, Londra, Hollywood, Madrid, il Brasile, la Belle Époque, Berlino anni '30, Vienna, Broadway, l'Italia.
Visto il successo lo show venne riproposto nel 1984 (stavolta con il nome di Rai 1) sempre con la conduzione di Lionello affiancato dall'esordiente Franca D'Amato (con lo pseudonimo di Accademia) diviso in tre cicli di 6 puntate ciascuno che vedeva cambiare il cast di primadonna e showgirl: Milva e Bonnie Bianco, le Gemelle Kessler e Sara Carlson, Mariangela Melato e Elisa Scarrone. Tra gli ospiti anche Jerry Lewis, Vivian Reed, Antonello Fassari, Massimo Wertmüller e l'illusionista Arturo Brachetti, per le coreografie di Don Lurio. La sigla di coda della seconda edizione era Tutti clowns, cantata dal coro Akademia's Sound e incisa anche sul lato B del 33 giri Fantastico Rockfeller della Cinevox.
Un'ultima edizione, venne infine realizzata nel 1985, con la sigla finale Sky cantata da Bonnie Bianco. In questa edizione del varietà, Falqui rispolverò l'originario progetto dei Promessi sposi (nel sipario intitolato Cetra Graffiti), pensato ma mai realizzato per Biblioteca di Studio Uno del 1964. Nel cast comparivano Virgilio Savona (Alessandro Manzoni), Lucia Mannucci (Agnese), Felice Chiusano (don Abbondio), Tata Giacobetti (Fra' Cristoforo), Al Bano e Romina Power (Renzo e Lucia), Gianni Agus (don Rodrigo), Alvaro Vitali (il Griso), Gianni Minà (Azzeccagarbugli), Minnie Minoprio (la Monaca di Monza), Arnoldo Foà (l'Innominato) e Nerina Montagnani (Perpetua) con riferimenti, nella parodia, tutti interni al mondo dello spettacolo e dei mass media, da Novella 2000 a Sanremo, fino al varietà contemporaneo e passato.

## Edizioni
| Edizione | Data originale di trasmissione | Conduttori e/o Ospiti fissi | Direzione musicale | Puntate | Note |
| -------- | ------------------------------ | --- | ------------------ | ------- | ---- |
| 1ª       | 12/02/1983 - 30/04/1983        | Oreste Lionello, Milva, Heather Parisi, La Zavorra, Lara Orfei | Gianni Ferrio      | 11      |      |
| 2ª       | 11/02/1984 - 23/06/1984        | Oreste Lionello, Gemelle Kessler, Bonnie Bianco, Maurizio Micheli, Alessandra Panelli, Franca D'Amato, Antonello Fassari                                                                        | Gianni Ferrio      | 18      |      |
| 3ª       | 13/04/1985 - 29/06/1985        | Oreste Lionello, Quartetto Cetra, Bonnie Bianco, Lee Anne Loomis (dalla terza puntata in sostituzione di Michelle Rudy), Emanuela Giordano, Massimo Wertmüller, Antonello Fassari, Livia Romano | Gianni Ferrio      | 11      |      |